# Park Chung-Sam
Park Chung-Sam (født 9. november 1946) er en sydkoreansk judoka. Han deltog i Sommer-OL 1964 i Tokyo hvor han stillede op i vægtklassen 68 kg. Han tabte dog i kvartfinalen til den sovjetiske Ārons Bogoļubovs.
I 1967 deltog han i Universiaden i Tokyo. Her fik han sølv, da han blev slået i finalen af japanske Yujio Yamasaki.
Ved VM samme år fik han bronze i vægtklassen -70 kg.